# Tấn công trọng điểm
Tấn công trọng điểm là chiến lược tấn công trong quân sự với mục tiêu chính yếu nhằm vào các vị trí quan trọng của quân đối phương. Chiến lược này nhằm mau chóng đánh bại một đối thủ hùng mạnh, nhanh chóng kết thúc chiến tranh. Chiến lược này có mục tiêu không nhằm vào việc tiêu diệt lực lượng mạnh của quân đối phương mà hướng nhiều vào các mục tiêu khác. Đó là các mục tiêu cung cấp vật chất hoặc ý nghĩa tinh thần quan trọng, thông qua một chiến thắng như thế sẽ khiến quân đối phương dễ dàng và nhanh chóng đi đến đầu hàng.
Đánh trọng điểm ở cấp chiến thuật sẽ nhắm đạt được mục tiêu chiến thuật thay vì mục tiêu chiến lược, như việc tấn công vào khu vực kho tàng xăng dầu của đối phương, tấn công phá hoại một cảng biển, hoặc cho quân đánh chiếm một vị trí đầu mối giao thông quan trọng, hoặc làm ngưng trệ một tuyến đường hậu cần.

## Hướng tấn công
Chiến lược tấn công này hướng đến một địa điểm chiến đấu giới hạn: một thành phố, một khu vực,...thường là những vị trí chứa đựng tiềm năng vật chất rất lớn của quân đối phương. Chiến lược này xác định một số mục tiêu rõ ràng, có thể chỉ cần một mục tiêu duy nhất, như dầu mỏ chẳng hạn, điều đó có thể làm tê liệt và gây rối loạn cho khả năng phản công của quân đối phương. Ngoài ý nghĩa vật chất, các khu vực mục tiêu để tấn công có thể liên quan địa thế trong chiến tranh, như khả năng cắt ngang một lãnh thổ, chia lãnh thổ đó làm đôi nhằm cô lập, mục tiêu nhắm vào đánh chiếm một địa bàn chiến lược sẽ cô lập, uy hiếp nghiêm trọng quân đối phương.

## Trường hợp lịch sử
Trận Moskva năm 1941, quân Đức muốn đánh bại Moskva chiếm lấy thủ đô này nhằm phá hủy những vùng công nghiệp quan trọng của Liên Xô thông qua đó mau chóng làm Liên Xô sụp đổ. Đồng thời, gây một tiếng vang chính trị với thế giới và làm sụp đổ tinh thần nhân dân Liên Xô. Khi cuộc tấn công này bị đánh bại, quân Đức chuyển sang tấn công trọng điểm vùng tây nam Liên Xô nhằm chiếm vùng cung cấp lúa mì và dầu mỏ lớn nhất để làm sụp đổ Liên bang Xô viết.
Trận Trân Châu Cảng diễn ra ngày 7 tháng 12 năm 1941, quân Nhật tấn công tiêu diệt Hạm đội Thái Bình Dương của Mỹ ở Hawaii với mục tiêu làm tê liệt khả năng quân sự vùng Thái Bình Dương, đẩy nước Mỹ đi đến một hòa ước. Trọng điểm của cuộc tấn công là các tàu sân bay của quân Mỹ, mặc dù kế hoạch bất thành, không một tàu sân bay nào của Mỹ hiện diện ở đây vào thời điểm quân Nhật tấn công, nhưng phần lớn hạm đội Mỹ thiệt hại, đã tạo lợi thế cho quân Nhật trong việc tiến công châu Á trong thời gian tiếp theo.
Phe Đồng minh tấn công trọng điểm vào nước Ý với tư tưởng xác định Ý là đồng minh yếu nhất trong 3 cường quốc phe Trục, loại bỏ Ý sẽ làm suy yếu phe Trục, đồng thời trực tiếp đe dọa mạn phía nam châu Âu của Đức Quốc Xã. Tấn công Ý vì vậy đôi khi được mô tả là "Tấn công vào phần bụng dưới mềm mại của phe Trục".
Chiến dịch LEA tiến hành vào ngày 7 tháng 10 năm 1947, quân Pháp tấn công vào Việt Bắc tìm kiếm để tiêu diệt chủ lực quân và phá hủy chiến khu lớn nhất của Việt Minh, để mau chóng hoàn thành mục tiêu "đánh nhanh thắng nhanh". Chiến dịch này đã không thành công.